# Липман, Фридрих
Фридрих Липман (нем. Friedrich Lippmann; 6 октября 1838, Прага — 2 октября 1903, Берлин) — немецкий историк искусства, директор Гравюрного кабинета и Берлинских государственных музеев, известный своими исследованиями творчества Альбрехта Дюрера, Ганса Гольбейна и итальянских гравюр на дереве XV века.
Под руководством Липмана в 1891 году свою научную работу начинал Макс Якоб Фридлендер, который позднее стал известным специалистом истории ранней нидерландской живописи и искусствa Северного Возрождения.

## Биография
Липман родился в Праге, был младшим сыном в семье богатого фабриканта. Там он получил образование частично в гимназии, частично частными уроками. С детства проявлял интерес к музыке. Он был умелым наездником, отличным фехтовальщиком, страстным альпинистом, велосипедистом, увлекался гребным спортом. Ради укрепления здоровья и интересу к искусству отец и сын большую часть зимы проводили на юге, в Италии. Фридрих также посещал курсы в Венской академии изобразительных искусств. Интерес к искусству у Фридриха Липмана постепенно перерос в коллекционирование художественных произведений.
С 1856 года Липман изучал политологию и право в Пражском университете. Искусствоведения как отдельной учебной дисциплины в то время ещё не существовало. Свои знания он копил и совершенствовал во время поездок по Франции и Англии, изучая музейные и частные собрания в Париже и Лондоне, а также в Вене: в Бельведере, Альбертине и в Императорской библиотеке.
В 1867 году Фридрих Липман вступил в Ассоциацию австрийских музеев, сначала в качестве корреспондента, а с 1868 года — куратора. Австрийский императорский музей искусства и промышленности, основанный в 1864 году Рудольфом Айтельбергером, Липман наполнял экспонатами с настоящей коллекционной страстью. Однако вскоре разочаровался в этой работе, и когда в 1872 году наследный принц Фридрих Вильгельм стал покровителем берлинских музеев, он с радостью принял новое предложение и в начале ноября 1876 года был назначен директором Гравюрного кабинета в Берлине.
За работу «Начала искусства гравюры на дереве и печати изображений» (Die Anfänge der Formschneidekunst und des Bilderdruckes) Липману была присуждена докторская степень. Его коллекция гравюр А. Дюрера уступала только собранию Альбертины в Вене. Публикации Липмана, в основном основаны на изучении материалов берлинского Гравюрного кабинета, а публикации рисунков Сандро Боттичелли к «Божественной комедии» Данте Алигьери, гравюр Лукаса Кранаха, рисунков Дюрера и Рембрандта остаются непревзойденными. Его знания, чувство искусства, контакты с музеями и коллекционерами всего мира считаются уникальными.

## Основные публикации
- Рисунки Альбрехта Дюрера (Zeichnungen von Albrecht Dürer. Berlin: G. Grote, 1883—1929) [vols. 6-7 completed by Friedrich Winkler])
- Искусство гравюры на дереве в Италии XV века (The Art of Wood-engraving in Italy in the Fifteenth Century, 3 vols. London: B. Quaritch, 1888)
- Гравюра (Der Kupferstich. W. Spemann, Berlin 1893)
- Лукас Кранах — коллекция реплик его лучших гравюр на дереве и на металле (Lucas Cranach — Sammlung von Nachbildungen seiner vorzüglichsten Holzschnitte und seiner Stiche, G. Grote´sche Verlagsbuchhandlung, Berlin 1895[5].